# 中国科学院福建物质结构研究所
中国科学院福建物质结构研究所，简称福建物构所，由卢嘉锡院士创建于1960年，位于福建省福州市。是中国科学院下属研究机构，主要从事物质科学与技术研究。

## 研究机构
- 结构化学国家重点实验室
- 国家光电子晶体材料工程技术研究中心
- 纳米催化材料与技术国家地方联合工程实验室
- 中科院光电材料化学与物理重点实验室
- 中国科学院煤制乙二醇及相关技术重点实验室
- 中科院功能纳米结构设计与组装重点实验室

## 历任所长[2]
- 卢嘉锡 （1960.2－1984.3）
- 梁敬魁 （1984.7－1987.6）
- 张乾二 （1987.6－1992.5）
- 黄锦顺 （1992.5－2000.6）
- 洪茂椿 （2000.6－2013.9）
- 曹荣 （2013.9－ ）